# Учебная книга словесности для русского юношества
«Уче́бная кни́га слове́сности для ру́сского ю́ношества. Начерта́ние Н. Го́голя» — наброски к задуманной Николаем Гоголем «Учебной книге словесности». Состоит из тематических эссе: «О Науке», «Что Такое Слово и Словесность», «О Поэзии», «О Поэзии Лирической», «Оды, Гимны и Лирические Воззвания», «Песня», «Элегия», <Дума>, «Поэзия Повествовательная или Драматическая», «Эпопея», «Меньшие Роды Эпопеи», «Эклога и Идиллия», «Эклога», «Идиллия», «Роман», «Повесть», <Повесть>, <Сказка>, <Ученые Рассуждения и Трактаты>, <Примеры>. В разделе «примеры» приведён список сочинений других авторов, относимых Гоголем к описанным выше типам литературных произведений.
При жизни автора опубликовано не было. Сохранилось в рукописи. Текст «Учебной книги словесности» должен был войти в состав VI тома «Сочинений Гоголя» 1856 года под редакцией Трушковского. Однако цензор отметил два места в рукописи, не подлежащих напечатанию. Впервые «Учебная книга словесности» была напечатана в VI томе «Сочинений Н. В. Гоголя», изд. 10, 1896.

## История создания
Возникновение замысла книги по теории словесности в первой половине 1840-х годов вполне закономерно. Развитие реализма в литературе привело к тому, что бывшие в обращении учебные руководства устарели.
Рукопись состоит из отдельных листов, вложенных в две обложки, на первой из которых рукою Гоголя обозначено: «№ 5», а на второй написано название рукописи. Автограф содержит множество описок, недописанных слов, вставок; в ряде случаев отсутствует согласование между словами. Автограф не датирован. Самая поздняя из ссылок на других авторов — стихотворение Языкова «К не нашим», декабрь 1844 года. На основании этого Владимир Шенрок устанавливает датировку 1844—1846 годами, ставшую традиционной. Вероятно также, что окончание работы над рукописью относится к началу 1845 года (или концу 1844), так как взятые из современной русской поэзии примеры обрываются как раз на 1844 годе. К тому же в данной работе Гоголя практически отсутствуют религиозно-философские рассуждения, характерные для работ и переписки Гоголя в 1845—1846 годах.